# Чашков игловръх
Чашковият игловръх (Alyssum alyssoides) е вид растения от семейство Кръстоцветни (Brassicaceae).
Таксонът е описан за пръв път от Карл Линей през 1759 година.